# Aeroportul General Bartolomé Salom
Aeroportul General Bartolomé Salom (IATA: PBL, ICAO: SVPC) este un aeroport din Carabobo, Venezuela ce deservește zona Puerto Cabello⁠(d).
Situat la o altitudine de 10 m, aeroportul dispune de o singură pistă.